# Ligyra curvata
Ligyra curvata är en tvåvingeart som först beskrevs av de Meijere 1911.  Ligyra curvata ingår i släktet Ligyra och familjen svävflugor. Inga underarter finns listade i Catalogue of Life.